# San Pedro (stacja metra)
San Pedro – naziemna stacja niebieskiej linii metra w Los Angeles znajdująca się na platformie na Washington Boulevard w pobliżu skrzyżowania z San Pedro Avenue.

## Godziny kursowania
Tramwaje kursują codziennie od około godziny 5:00 do 0:45

## Połączenia autobusowe
- Metro Local: 51, 52, 352
- LADOT DASH: E, King East
- Montebello Transit: 50

## Miejsca użyteczności publicznej
- Central High School